# Gaszowice (województwo śląskie)
Gaszowice (niem. Gaschowitz) – wieś w Polsce, położona w województwie śląskim, w powiecie rybnickim, w gminie Gaszowice. Siedziba gminy Gaszowice.
W latach 1954–1972 wieś należała i była siedzibą władz gromady Gaszowice. W latach 1975–1998 wieś administracyjnie należała do województwa katowickiego.

## Nazwa
Wieś ma metrykę średniowieczną i jest notowana od XIV wieku. Wymieniona w 1316 jako de Gassowicz, 1373 Gassouicz, 1428 Gaschowicz, 1444 Gassowicz, 1602 Gassowiczy, 1680 villa Gassowicz, 1743 Gaschowitz, 1784 Gaschowitz, 1845 Gaschowitz, Gaszowice, 1881 Gaszowice, Gaschowitz. Nazwa pochodzi od nazwy osobowej Gasz średniowiecznej formy imienia Gaweł z dodaniem sufiksu -owice.
Miejscowa legenda przypisuje nazwę Gaszowice imieniu rycerza Gasz, który podobno wybudował osadę w XII wieku. Końcówka nazwy wskazuje jednak, że była to raczej osada rodowa (w przeciwnym razie nazwa przybrałaby inną – np. „Gaszyn” lub „Gaszów”). Ponadto, osadnictwo na prawie lokacyjnym zaczęło się na większą skalę dopiero po najeździe mongolskim w XIII wieku.

## Integralne części wsi
| SIMC    | Nazwa     | Rodzaj    |
| ------- | --------- | --------- |
| 0214161 | Pogwizdów | część wsi |

## Historia

### Historia regionu
Znaleziska resztek ceramiki w Gaszowicach oraz monet rzymskich w Czernicy, są dowodem na to, iż w okresie wczesnego średniowiecza (do 600 r.) istniało już osadnictwo na terenie gminy. Do około 890 roku ziemia rybnicko-wodzisławska, w skład której wchodziła gmina Gaszowice, leżała w granicach jednego ze śląskich plemion – Gołęszyców. Około roku 900 ziemie te zostały podporządkowane Wielkim Morawom.
W 990 roku Mieszko I włączył Śląsk do formującego się państwa polskiego. Ziemia ta pozostawała we władaniu książąt polskich do 1327 roku, kiedy to Leszek, książę raciborski złożył hołd lenny królowi Czech Janowi Luksemburskiemu. Pod rządami Czech ziemie te znajdowały się do roku 1526, wówczas zostały włączone do Austrii. Po pierwszej wojnie śląskiej, w 1742, podzielono Śląsk na część austriacką i pruską. Górny Śląsk przeszedł we władanie Prus.
W lipcu 1922 roku w efekcie powstań śląskich i plebiscytu na Górnym Śląsku po 595 latach powiat rybnicki, w obrębie którego znajdowała się gmina Gaszowice, powrócił do Polski. Okres przynależności do Polski przerwała II wojna światowa, wtedy to Śląsk był częścią III Rzeszy.

### Historia wsi
Według miejscowej legendy Gaszowice założone zostały w końcu XII wieku przez rycerza nazwiskiem Gasz. Można je zaliczyć do najstarszych osad w okolicy, już w 1317 należały do księstwa Raciborskiego (książę Jan I). W porównaniu z sąsiednimi miejscowościami Szczerbice charakteryzują się krótszą historią. Powstały na przełomie XV i XVI wieku jako dobra rycerskie. Pierwsza wzmianka o Szczerbicach pochodzi z 1410 roku – źródła historyczne wymieniają w bitwie pod Grunwaldem rycerza Jana ze Szczerbic walczącego po stronie króla polskiego Władysława Jagiełły. Łuków Śląski nie mógł powstać wcześniej niż w drugiej połowie XVI wieku, o czym świadczy charakter osadniczy gospodarstw tego typu, które powstawały dopiero w tym czasie na Śląsku. Po raz pierwszy nazwa wsi Czernica pojawiła się w dokumencie z 17 marca 1317 roku. Pierwszym właścicielem wsi był szlachcic o imieniu Tomisław.

## Wspólnoty wyznaniowe
- Kościół rzymskokatolicki:
  - parafia Opatrzności Bożej
- Świadkowie Jehowy:
  - zbór[11]

## Klub sportowy
- Dąb Gaszowice[12]